# Do the Bartman (dal)
A Do the Bartman című dal egy Bart Simpson által énekelt dal, mely az első kimásolt kislemez a Sing the Blues című albumról. A dalban Bart hangján Nancy Cartwright énekel, illetve szólal meg, de közreműködik még Dan Castellaneta (Homer Simpson hangja), valamint Michael Jackson is közreműködik a dalban, mint háttérénekes. A dalt az amerikai Bryan Loren készítette, és írta, mely 1990. november 20-án jelent meg a Geffen kiadónál.
Annak ellenére, hogy a dalt sokszor játszották a rádióban az Egyesült Államokban, sosem jelent meg kislemezen hivatalosan. Ausztráliában, Írországban, Új-Zélandon, Norvégiában, és az Egyesült Királyságban listavezető volt a dal, Belgiumban, Dániában, Finnországban, Spanyolországban, Svédországban, és Hollandiában Top 10-es slágerlistás helyezést ért el. Az Egyesült Királyságban arany státuszt kapott az eladások alapján.
A dalhoz tartozó animációs klipet Brad Bird rendezte, és az amerikai MTV hálózat egyik legtöbbet játszott klipje volt. 1991-ben jelölték az MTV Music Video Awards díjkiosztón is.

## Előzmények
A Sing the Blues című album 1990 szeptemberében jelent meg. Az erről kimásolt első dal a "Do the Bartman" című kislemez volt, melyben Bart Simpson énekel, rappel. A karakterhez Nancy Cartwright kölcsönözte a hangját, és 1990. november 20-án jelent meg. 1990 nyarán kérték fel Michael Jacksont, hogy írjon egy dalt az albumra.
A dalt James L. Brooks producer harangozta be 1990 szeptemberében, és kiadott egy sajtóközleményt is, melyben azt állította, hogy a dalt nem Michael Jackson, hanem barátja Bryan Loren írta.
 
A The Simpsons alkotója Matt Groening jóval később, 1998-ban a kaliforniában megrendezett World Animacion Celebration rendezvényén kijelentette, hogy a dal megírásában ténylegesen Loren mellett Jackson is közreműködött, azonban ez eddig nem kerülhetett nyilvánosságra, mivel Jackson egy másik lemezcéggel kötött szerződést. Groening a "The Simpsons Tribute" rendezvényen kijelentette: "Hatalmas élmény volt, hogy máig senki sem tudta meg, hogy a dalt Michael Jackson írta"

## Megjelenések
12"  EU Geffen Records – 7599-21629-0, Geffen Records – GEF 87 T, Geffen Records – GEF87T 
- A1	Do The Bartman (Bad Bart House Mix) 4:49
Remix – Bryan Loren
- A2	Do The Bartman (A Cappella)	3:44
- AA	Do The Bartman (Swingin' In The House Mix) 8:35
Remix – Bryan Loren

## Slágerlista
| Slágerlista (1991)                   | Legjobb helyezések |
| ------------------------------------ | ------------------ |
| Ausztrália (ARIA)                    | 1                  |
| Ausztria (Ö3 Austria Top 40)         | 17                 |
| Belgium (Ultratop 50 Flanders)       | 4                  |
| Kanada Top Singles (RPM)             | 14                 |
| Denmark (IFPI)                       | 5                  |
| Finland (Suomen virallinen lista)    | 5                  |
| Írország (IRMA)                      | 1                  |
| Hollandia (Top 40)                   | 3                  |
| Hollandia (Single Top 100)           | 3                  |
| Új-Zéland (Recorded Music NZ)        | 1                  |
| Norvégia (VG-lista)                  | 1                  |
| Spain (AFYVE)                        | 2                  |
| Svédország (Sverigetopplistan)       | 3                  |
| Svájc (Schweizer Hitparade)          | 12                 |
| UK Singles (Official Charts Company) | 1                  |
| US Billboard Hot 100 Airplay         | 11                 |

| Slágerlista (1991)            | Helyezések |
| ----------------------------- | ---------- |
| Új-Zéland (Recorded Music NZ) | 10         |

| Ország                   | Minősítés | Eladások |
| ------------------------ | --------- | -------- |
| Ausztrália (ARIA)        | Arany     | 35.000   |
| Új-Zéland (RMNZ)         | Arany     | 5.000    |
| Svédország (GLF)         | Arany     | 25.000   |
| Egyesült Királyság (BPI) | Arany     | 451.000  |